# Röstläge (tal)
Röstläge är det ungefärliga området för röstens grundtonshöjd i tal. Själva grundtonsfrekvensen varierar hela tiden med satsmelodi och betoningar, så en absolut punkt för en talares röstläge går inte att avgöra. Röstläget kan skifta med olika aktiviteter, röstkvalitet, röststyrka och form för dagen eller stunden. Röstläget kan också vara beroende av vilket språk man talar. Röstläget är förhållandevis lätt att påverka själv.
Ett gott och vilsamt röstläge är relativt lågt/mörkt i förhållande till röstens tonhöjdsomfång i och med att struphuvudets muskulatur är mer avspänd för lägre toner/ljudfrekvenser. Det är dock viktigt att inte pressa ner rösten för långt, då det kan få motsatt effekt. Det normala talröstläget ligger hos en frisk person cirka en kvint ovanför talarens lägsta möjliga ton/ljudfrekvens, men variationerna är stora.
Det är vanligt att röstläget blir högre när man höjer röststyrkan. Eftersom detta innebär fler stämbandskollisioner per tidsenhet samtidigt som stämbandens sammanstötskraft (adduktionskraft) ökar ger det större påfrestningar på stämbanden. Därför är det tillrådligt att försöka att inte ändra röstläget när man höjer röststyrkan.
Röstläget och grundtonsomfånget kan mätas med fonetogram.
Röstläge kan också syfta på olika register, såsom bröströst och falsett.